# Меган Рапіноу
Меган Рапіноу  (англ. Megan Rapinoe, 5 липня 1985) — американська футболістка (півзахисниця), олімпійська чемпіонка та ЛГБТ-активістка. Володарка «Золотого м'яча» (фр. Ballon d'Or féminin) та звання «Найкращої футболістки світу за версією ФІФА». Вважається однією з найбільш відомих футболісток США та світу. Серед 100 найвпливовіших людей 2020 року за версією Time.

## Дитинство
Росла у невеличкому містечку Реддінг на півночі Каліфорнії з п'ятьма братами і сестрами. Футболом Меган і її сестра-близнючка Рейчел почали займатися у 3 роки завдяки старшому брату Браяну. Рапіноу до студенства займалася в командах, які тренував її батько. Система американського спорту передбачає потужну мережу студентських ліг. Коли Рапіноу отримала виклик до жіночої збірної США у 2006 році, вона грала за команду Портлендського університету. Лише в 2009-му році Рапіноу підписала свій перший професійний контракт з «Чикаго Ред Стар».

## Виступи в Європі
В січні 2013 року Меган Рапіноу переїхала до Європи. «Олімпік Ліон», одна з найсильніших жіночих команд світу, запропонував їй контракт на 6 місяців. Рапіноу дебютувала в Лізі чемпіонів голом у ворота «Мальме». У тому євросезоні вона зіграла 5 матчів, забивши 2 м'ячі та оформивши один асист. У фіналі «Ліон» поступився «Вольфсбургу». Рапіноу здобувала золото національної першості, Кубок країни і стала лише п'ятою американкою, яка зіграла у фіналі Ліги чемпіонів. Французький період залишається найуспішнішим у її клубній кар'єрі.

## Виступи за збірну США

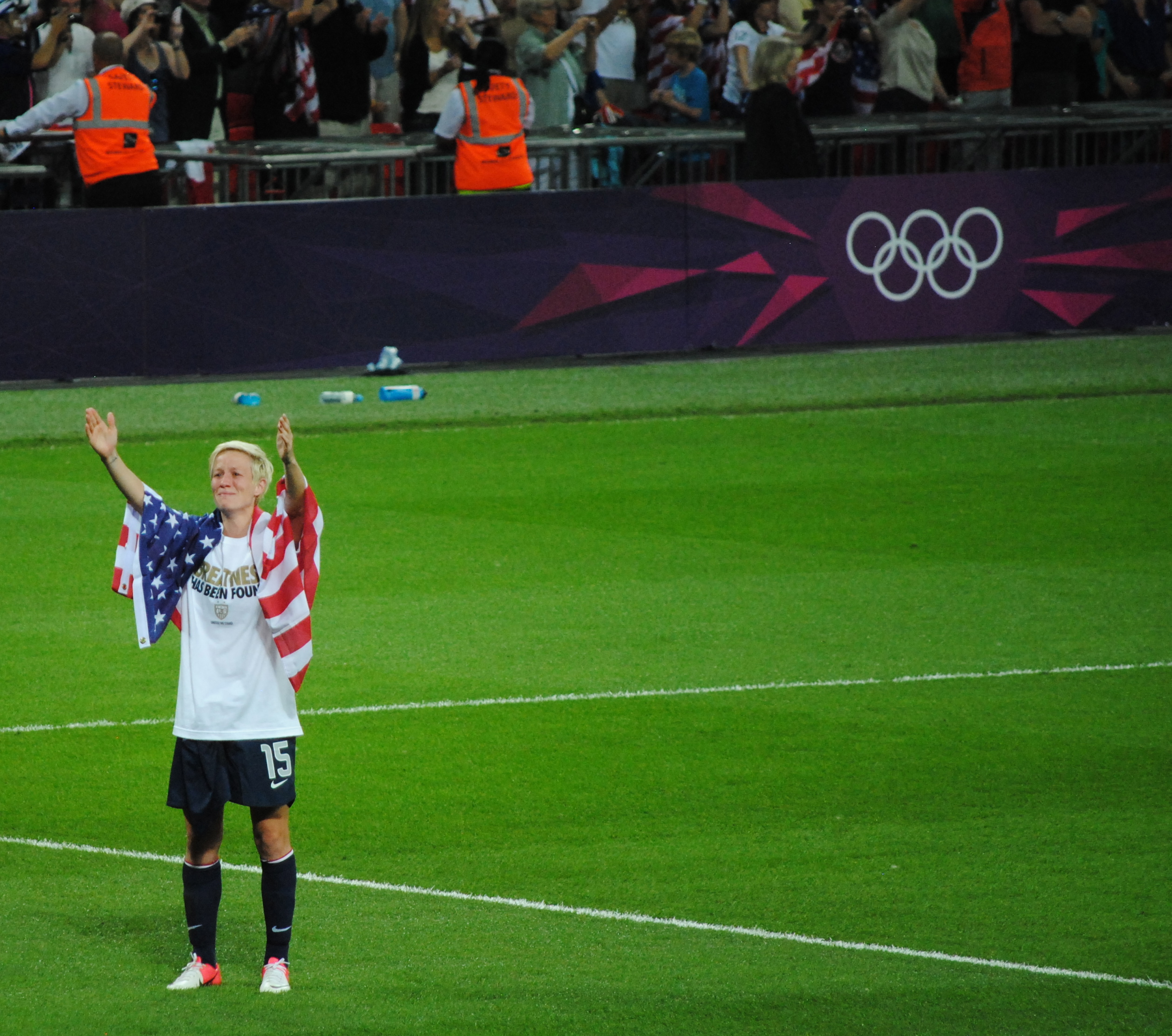
Меган Рапіноу на "золотих" Олімпійських іграх в Лондоні

Рапіноу дебютувала за збірну в липні 2006 року в товариському матчі проти Ірландії. Того ж року забила свій перший гол за США у жовтневій грі проти Тайваню. Чемпіонат Світу-2007 та Олімпійски Ігри-2008 пропустила через травми.
Крім олімпійського "золота" 2012 року, у складі збірної США вона виграла два титули чемпіонки світу 2015, 2019 років та "бронзу" Олімпіади-2020 в Токіо. На Чемпіонаті світу-2023 в матчі проти В'єтнаму Рапіноу вийшла на заміну Алекс Морган і провела таким чином свій ювілейний 200-й матч за національну команду. В матчі 1/8 фіналу проти збірної Швеції не забила пенальті у післяматчевій серії, американська збірна програла ту серію та сенсаційно вилетіла з турніру. Це був останній матч Рапіноу за США, адже ще перед початком турніру вона оголосила про завершення своєї кар'єри в кінці поточного сезону.

## Активізм
Після голу на Чемпіонаті Світу-2011 у ворота Колумбії Рапіноу побігла до кута поля, взяла мікрофон, призначений для трансляції, і виконала рядок із пісні Брюса Спрінгстіна "Born in the U.S.A." про наслідки війни у В'єтнамі.
Рапіноу як лесбійка захищає інтереси численних ЛГБТ-організацій, включаючи Мережу освіти геїв, лесбійок та натуралів (GLSEN) та Athlete Ally. У 2013 році вона була удостоєна нагороди ради директорів Лос-Анджелеського центру геїв та лесбійок. У своєму Instagram Рапіноу  опублікувала фотосесію зі своєю нареченою, баскетболісткою жіночої команди НБА «Сіетл Шторм» Сью Берд, організовану журналом GQ на тему "Сучасні закохані".
Ще до перемоги на Чемпіонаті Світу-2019 Рапіноу заявила, що не піде на зустріч з Дональдом Трампом у Білий дім, навіть якщо команда виграє турнір. Після фіналу жіночого чемпіонату світу аналітична компанія демократичної партії США провела опитування, згідно з результатами яких, на президентських виборах США 2020 року за Рапіно готові були б проголосувати 42 % виборців, а за Трампа – 41 відсоток.

## Досягнення
Збірна США
- Чемпіон світу : 
  -  Чемпіон (2):  2015,  2019
- Олімпійскі ігри: 
  -  Золото (1): 2012
  -  Бронза (1): 2020

«Олімпік Ліон»
- Чемпіонат Франції : 
  -  Чемпіон (1): 2013
- Кубок Франції : 
  -  Володар (1): 2013
- Лізі чемпіонів:
  -  Фіналіст (1): 2013